# 歐內斯特鎮區 (密蘇里州戴德縣)
歐內斯特鎮區（英語：Ernest Township）是位於美國密蘇里州戴德縣的一個行政鎮區。

## 地方資料
歐內斯特鎮區的面積為64.95平方千米，當中陸地面積為64.82平方千米，而水域面積為0.13平方千米。根據2020年美國人口普查的數據，當地共有人口107人，而人口密度為每平方千米1.65人。